# Aphypena dissimulans
Aphypena dissimulans är en fjärilsart som beskrevs av George Francis Hampson 1898. Aphypena dissimulans ingår i släktet Aphypena och familjen nattflyn. Inga underarter finns listade i Catalogue of Life.